# Фрёсслинд, Элиса
Элиса Фрёсслинд (швед. Kristina Elisabet ”Elise” Frösslind, 27 февраля 1793 — 24 октября 1861) — шведская оперная певица и театральная актриса.

## Биография
Элиса родилась в 1793 г. Она была дочерью пожарного Андерса Фрёсслинда и Кристины Ульвин. У неё было два брата.
После смерти отца Элиса в возрасте 11 лет была принята в школу актёрского мастерства Dramatens elevskola, жила в доме у директора Софии Ловисы Гро, обучалась у Карла Августа Стейлера.
Вначале она пела в хоре вместе с Анной Софией Севелин и Юстиной Касальи, но когда директор Андерс Шёльдебранд услышал её голос, то забрал её из хора, чтобы она не испортила его, и оказал содействие её дальнейшему обучению на оперную певицу.
Элиса дебютировала в 1811 г. в главной роли в опере Николя Изуара Cendrillon («Золушка») — на эту роль её поставил сам директор Шёльдебранд несмотря на сопротивление известных артистов, предпочитавших, чтобы эта роль была отдана Каролине Кульман, и называвших Элису «гусёнком». Тем не менее несмотря на все сомнения выступлению Элисы сопутствовал успех, как говорили, остававшийся неповторимым до дебюта Йенни Линд. Элиса исполняла роль Золушки в течение двух десятилетий не менее семидесяти раз.
Другими ролями Элисы были Антигона в «Эдипе», Дористелла в Griselda, Анна в «Вольном стрелке», Церлина в «Дон Жуане», Керубино в «Свадьбе Фигаро», Фаншон в опере «Фаншон». Кроме оперных выступлений Элиса работала и в Королевском драматическом театре: роли Луизы в Louise och Walborn, мадам Пиншон в Passionen och förnuftet.
Элису характеризовали как интеллигентную, скромную и не подверженную лести, усердно и успешно развивающую своё артистическое мастерство.
В 1813 г. Элиса вышла замуж за своего коллегу, оперного придворного певца-тенора Линдстрём, Карл Густав. В этом браке у неё родилось пятеро детей. В операх они часто играли вместе. В 1831 г. у него были серьёзные финансовые проблемы. Элиса развелась с ним и вернула себе прежнюю фамилию.
В 1827 и 1834 г. у актёров «королевских театров» (Королевского драматического театра и Королевской оперы) возникали серьёзные разногласия с руководством, связанным с изменением распределения доходов от представлений. Элиса Фрёсслинд была активной участницей этих споров, вследствие чего её уволили вместе с Шарлоттой Эрикссон. Элису формально из-за возраста, Шарлотту — поскольку не могли позволить себе держать её в штате. Обеим дали пенсию с обещанием приглашать как гостевых актрис, но в связи с фактической монополией «королевских театров» найти работу актрисами в Стокгольме было невозможно. В 1836 г. обе актрисы попросили их принять обратно в театр, что и было сделано, но им назначили меньшее жалованье.
Карьера Элисы Фрёсслинд пошла на спад, поскольку её оперные роли передали Йенни Линд, а драматические — Эмили Хёгквист. В 1836 г. она представляла Живые картины в Королевском драматическом театре. В 1840—1841 гг. она серьёзно болела и не могла выступать, и её коллеги устроили благотворительное выступление в её пользу в Kirsteinska huset. Последнее выступление Элисы состоялось в 1845 г. Оставив сцену, она уехала в Гётеборг. Умерла от рака в 1861 г.
О личной жизни Элисы известно немного. Она заботилась о своих пятерых детях, коллеги её любили, и она всегда была близкой подругой Эмили Хёгквист несмотря на её неоднозначную репутацию.